# Дуленска река
Дуленска река или Дуленка се налази у Србији, извире у селу Дулену, у Шумадијском округу одакле тече ка Драгошевцу у Поморавском округу, где заједно са Жупањевачком реком чини реку Лугомир.

## Речни ток
Дуленка извире на источним падинама Гледићких планина, код узвишења Гомиле, а код села Драгошевца спаја се са Жупањевачком реком и чине реку Лугомир, леву притоку Велике Мораве.
Река је дугачка 30 km, са површином слива од 78 km², а просечни проток је 0,6 m³/s.
У изворишту код села Дулене изграђено је вештачко језеро (Дуленско језеро) из којег се град Крагујевац снабдевао водом.

## Географија
Дуленска река је формирала Дуленску клисуру, чија дужина износи 20 километара и представља најдужу клисуру у Шумадији.
У једном делу свог тока Дуленска река је усекла епигенетску долину, тако да тече током који је у појединим деловима усечен на вишим чвршћим стенама, док се поред њега налази нижи терен од мање отпорних стена.

## Притоке
Овај крај је богат малим изворима, из којих настају потоци који обогаћују Дуленску реку. Највећи од тих њих су: Вешалски поток, Дугачки поток, Копчежински поток и др. Такође у Дуленску реку су уливају мање речице, као што су: Пчеличка река, Црна река и Ломничка река.

## Историја
На Дуленској реци се од 1975. до 2002. налазила станица Републичког хидрометеоролошког завода, за мерење површинских вода.